# 6620 Peregrina
6620 Peregrina este un asteroid din centura principală de asteroizi.

## Descriere
6620 Peregrina este un asteroid din centura principală de asteroizi. A fost descoperit pe 25 octombrie 1973 la Zimmerwald de Paul Wild. El prezintă o orbită caracterizată de o semiaxă mare de 2,68 ua, o excentricitate de 0,28 și o înclinație de 7,6° în raport cu ecliptica.